# Preußenschanze (Bad Homburg)
Die Preußenschanze ist eine Wallanlage gelegen bei Bad Homburg im Hochtaunuskreis. Aufgrund der Nähe zum Kastell Saalburg und zum Limes wurde sie lange Zeit als römischen Ursprungs angesehen. Heute vermutet man ihre Entstehung allerdings während der Zeit der Koalitionskriege.

## Lage und Beschreibung
Die Schanze liegt rund 30 m über der Passstelle, welche sich unmittelbar an der ca. 300 m nordöstlich entfernten Saalburg befindet. Der Hang, auf welchem sich die Schanze befindet, ist östlich ausgerichtet und fällt unterhalb der Schanze steil ab.
Die Schanze an sich weist eine ungewöhnliche, sechseckige Form auf. 1936 wurde der Wall noch mit einer Höhe von 1,8 m ermittelt. Heute beträgt die Höhe noch etwa 0,5 m. An der Nordwestseite findet sich eine 4,5 m breite Lücke, die als Tor gedeutet wird.

## Erkundung und geschichtliche Zuordnung
Innerhalb der Schanze fand man 1892 eine dreiseitige Vertiefung, die man als Wasserbehälter ansprach, zu der auch ein Kanalgraben führte. Im Kanal selbst fanden sich je ein vespasianischer und trajanischer Denar. Unter anderem diese Funde führten zur Zuordnung in die römische Zeit.
Heute ist man der Ansicht, dass die Schanze aus den Koalitionskriegen stammt, was sich auch im Namen verdeutlicht. Cohausen vermutet, dass von hier aus der Saalburgpass mit Geschützen bestrichen wurde. Die letzte Grabung fand 1921 statt, wobei allerdings keine Funde gemacht wurden. Der Burgstall ist heute ein Bodendenkmal.